# نمسیس ۳: طعمه سرسخت
نمسیس ۳: طعمه سرسخت (به انگلیسی: Nemesis 3: Prey Harder) یک فیلم سینمایی آمریکایی در ژانر علمی تخیلی با بودجه کم محصول سال ۱۹۹۶ میلادی به کارگردانی آلبرت پایون است. این فیلم دنباله قسمت قبلی بنام نمسیس ۲ (۱۹۹۵) می‌باشد.

## بازیگران
- سو پیریکبه عنوان الکس
- تیم تامرسون
- نوربرت وایسر در نقش ادسون
- خاویر دکلی در نقش جانی
- شارون برونئو به عنوان لاک
- دبی موگلی به عنوان دیتکو
- اورسولا سارسف در نقش رامی
- ارل سفید به عنوان آجر / جمعه
- جان H. اپستین به عنوان مایکل
- چاد استاهلسکی در نقش سحابی
- کارن استودیو
- بابی براون
- شلتون بیلی در نقش رئیس قبیله